# Batea bousfieldi
Batea bousfieldi är en kräftdjursart som först beskrevs av Ortiz 1991.  Batea bousfieldi ingår i släktet Batea och familjen Bateidae. Inga underarter finns listade i Catalogue of Life.